# Rubus polyanthus
Rubus polyanthus är en rosväxtart som beskrevs av P. J. Müll.. Rubus polyanthus ingår i släktet rubusar, och familjen rosväxter.

## Underarter
Arten delas in i följande underarter:
- R. p. polyanthoides
- R. p. latifolius